# Malvina
Malvina ist ein weiblicher Vorname. Varianten sind Malvine, Malwine, Malwina, Malwida und Malve. 

## Etymologie
In der Neuzeit wurde der Name Malvina (Ossian) bekannt durch die epische Dichtung Ossian, die der Schotte  James Macpherson um 1760 schrieb. 

## Namensträgerinnen (Auswahl)
- Malvina Bolus (1906–1997), kanadische Historikerin
- Malvina Hoffman (1885–1966), US-amerikanische Bildhauerin
- Malvina Longfellow (1889–1962), US-amerikanische Schauspielerin
- Malvina Major (* 1943), neuseeländische Sängerin
- Malvina Makeeva (* 1974), Russin (Kino / TV)
- Malvina Pastorino (1916–1974), argentinische Schauspielerin
- Malvina Poulain (1851–1921), französische Kommunardin
- Malvina Reynolds (1900–1978), US-amerikanische Sängerin, Komponistin und politische Aktivistin
- Malvina Schnorr von Carolsfeld, geb. Garrigues (1825–1904), portugiesische Sopranistin